# Sigitas Čirba
Sigitas Čirba (*  12. Oktober 1966 in Vilnius) ist ein litauischer konservativer Politiker.

## Leben
Nach dem Abitur 1985 an der 2. Mittelschule Ukmergė leistete er von 1985 bis 1987 den Sowjetarmeedienst. 1992 absolvierte er das Diplomstudium der technischen Arbeiten am Vilniaus pedagoginis institutas. 
Von 1992 bis 1995 war er Lehrer in Rečionys und von 1995 bis 1996 Bürgermeister der Rajongemeinde Ukmergė. 
Von 1996 bis 2000 war er Mitglied im Seimas. 2003 war er Direktor  bei UAB „Antakalnio ūkis“ und 2007 bei UAB „Naujamiesčio būstas“,  2010 bei UAB "Avarija". 
Seit 1993 ist er Mitglied der Tėvynės sąjunga - Lietuvos krikščionys demokratai.